# Четврти човек
Четврти човек је српски трилер из 2007. године. Премиса филма је „Остао је само четврти човек“. Ово је један од најскупљих српских филмова до 2013. године.

## Радња
Човек се буди из коме након два месеца са тоталном амнезијом - не сећа се ничега што има везе с његовим дотадашњим животом. Сазнаје да је имао жену и сина, који су убијени када је он рањен. Пуковник, који тврди да му је најбољи пријатељ, открива му његов прошли идентитет. Он је мајор Војно-безбедносне агенције. У његов живот се убрзо уплиће и инспектор који тврди да поседује информације о смрти његове породице. Мајор излази из болнице и покушава да се врати у нормалан живот, али се суочава с празнином и безнађем. Једина шанса да поново дође до сопственог идентитета је да се упусти у игру коју му нуди инспектор, на шта он пристаје. У међувремену среће Теодору, некадашњу љубавницу, које се не сећа, али она једина у њему препознаје новог човека.

## Улоге
| Глумац                 | Улога                   |
| ---------------------- | ----------------------- |
| Никола Којо            | Мајор / Лазар Станковић |
| Марија Каран           | Теодора                 |
| Драган Петровић        | инспектор Жарковић      |
| Богдан Диклић          | пуковник                |
| Драган Николић         | политичар               |
| Миодраг Мики Крстовић  | доктор                  |
| Дијана Маројевић       | Мајорова жена           |
| Радослав Миленковић    | бизнисмен               |
| Борис Миливојевић      | мафијаш                 |
| Бора Ненић             | лекар/психијатар        |
| Семка Соколовић-Берток | комшиница               |
| Феђа Стојановић        | инспектор Петровић      |
| Милош Тимотијевић      | телохранитељ            |
| Сања Микитишин         | мафијашева секретарица  |
| Јаков Јевтовић         | затвореник              |
| Никола Михајловић      | полицајац у цивилу      |
| Истван Иглоди          | управник затвора        |
| Ивана Миловановић      | мафијашева жена         |
| Давид Ибровић          | Милош, Лазаров син      |
| Предраг Васић          | политичарево дете       |
| Јована Јанковић        | новинарка               |
| Игор Лојаничић         | дете из Босне           |

Директор фотографије је Горан Воларевић, сценарио су писали Дејан Зечевић и Бобан Јевтић, а филм је режирао Дејан Зечевић.